# Horní nádrž Dlouhé Stráně
Horní nádrž Dlouhé Stráně är en reservoar i Tjeckien.   Den ligger i regionen Olomouc, i den östra delen av landet, 200 km öster om huvudstaden Prag. Horní nádrž Dlouhé Stráně ligger 1 341 meter över havet.I omgivningarna runt Horní nádrž Dlouhé Stráně växer i huvudsak blandskog.